# 長宮神社 (久喜市)
長宮神社（ながみやじんじゃ）は、埼玉県久喜市の神社。

## 歴史
創建年代は不明である。ただ当地は「本村」とも呼ばれていたことから、上清久村成立期に創建されたものと推測される。近くの光明院が別当寺であった。
1873年（明治6年）、近代社格制度に基づく「村社」に列せられた。
江戸時代までの祭神は大己貴命であったが、明治初期に「祭神未詳」となり、その後の神社明細帳では息長足姫命となっている。何故祭神が変遷したのかは不明である。
かつては例祭時に氏子が総出で参道に幟を建てていたが、県道151号線が参道を横切るように路線変更されたので、現在は行われていない。

## 交通アクセス
- 路線バス谷田向停留所より徒歩17分。